# شورای محیط زیست
شورای محیط زیست (انگلیسی: Environment Council) یک نوع صورت بندی از شورای اتحادیه اروپا است. در همین رابطه این شورا هر سال تقریباً چهار بار وزرای محیط زیست را گرد هم آورده تشکیل جلسه می‌دهد. وظایف این شورا عبارتند از: حفاظت از محیط زیست، تغییرات آب و هوا، استفاده محتاطانه از منابع و حفاظت از سلامت انسان.
در همین راستا، این شورا به همراه پارلمان اروپا قوانینی را در خصوص موارد زیر تصویب می‌کند:
- حفاظت از زیستگاه‌های طبیعی
- آب و هوای تمیز
- دفع زباله به روش‌های مناسب
- کنترل و نظارت بر استفاده از مواد شیمیایی سمی
- اقتصاد پایدار